# Експериментальний літальний апарат

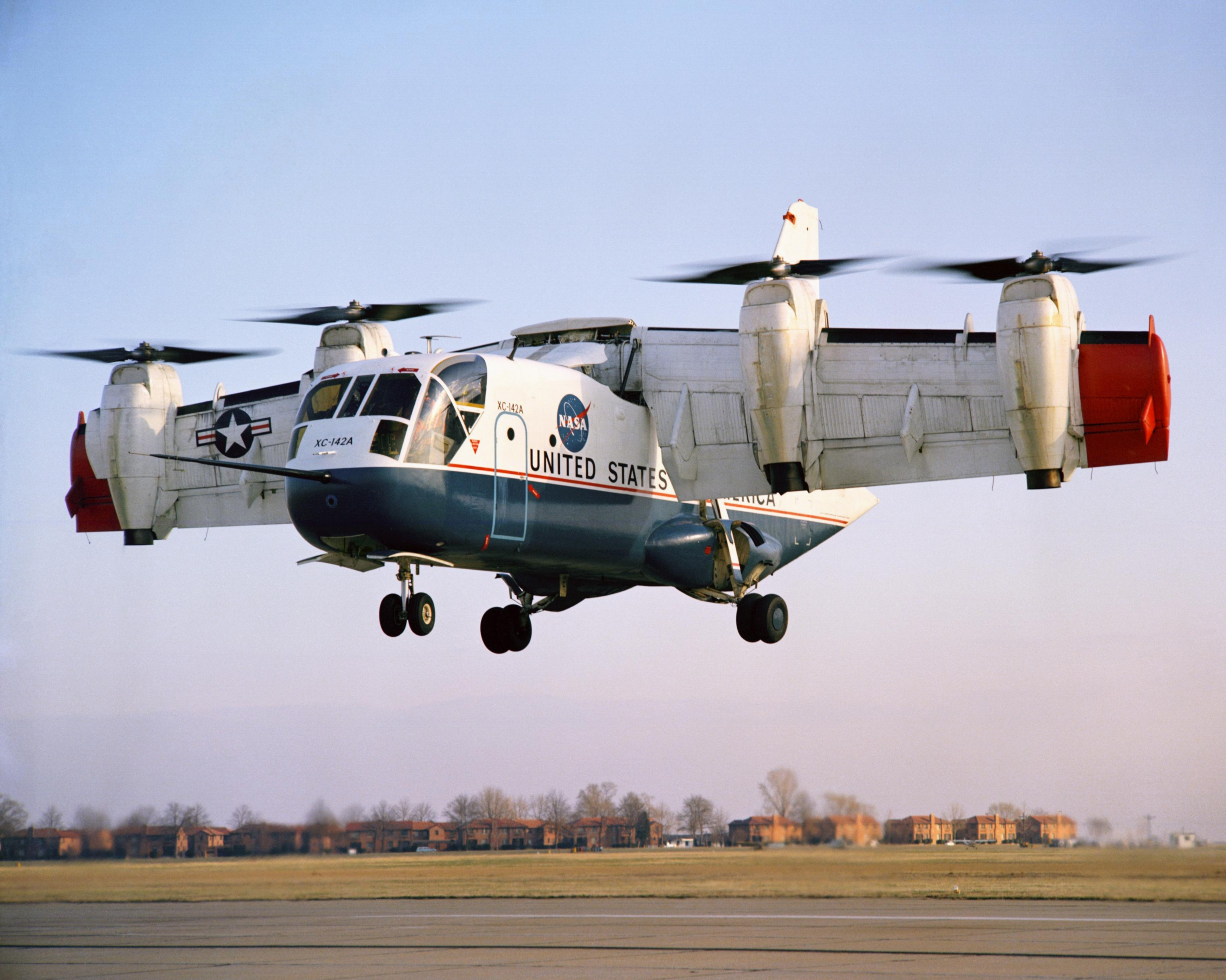
XC-142

Експериментальний літальний апарат — літальний апарат, який на момент використання не повністю доведено до готовності для здійснення польотів. Часто це означає, що за допомогою цього апарата проводяться випробування нових аерокосмічних технологій.
Термін «експериментальний літальний апарат» також іноді вживають для позначення літальних апаратів, що проходять сертифікацію.
В США термін також охоплює саморобну техніку, незважаючи на те, що вона переважно збудована за традиційними конструкціями.